# واكليم
واكليم هي قرية ريفية في إقليم تنغير ضمن جهة سوس ماسة درعة بالمغرب. كان مجموع عدد سكان بلدية واكليم 8.902 نسمة يعيشون في 1.249 أسرة.(تعداد السكان الرسمي 2004)

## دواوير الجماعة
1. 1 2  المملكة المغربية, المندوبية السامية للتخطيط. population.pdf "الإحصاء العام للسكان و السكنى 2004" (PDF) (بعربية و فرنسية). pp. 52–53. Archived from the original (pdf) on 2015-05-01. Retrieved 2012-04-20. {{استشهاد ويب}}: تحقق من قيمة |مسار أرشيف= (help)صيانة الاستشهاد: لغة غير مدعومة (link)
2. ↑  المندوبية السامية للتخطيط (المحرر)، الإحصاء العام للسكان والسكنى لسنة 2014، QID:Q19599909
3. ↑   http://rgph2014.hcp.ma/file/166326/. {{استشهاد ويب}}: |url= بحاجة لعنوان (مساعدة) والوسيط |title= غير موجود أو فارغ (من ويكي بيانات) (مساعدة)